# Fatta per amare
Fatta per amare (Easy to Love) è un film del 1953 diretto da Charles Walters. Il titolo originale del film, Easy to Love è quello di una popolare canzone di Cole Porter scritta per il musical del 1936 Nata per danzare.

## Produzione
Il film fu prodotto dalla Metro-Goldwyn-Mayer (MGM). Una delle scene più spettacolari, coreografata - come tutto il film - da Busby Berkeley, venne girata in Florida, ai Cypress Gardens al 2600 di S. Lake Summit Drive, a Winter Haven.

## Distribuzione
Distribuito dalla Metro-Goldwyn-Mayer (MGM), il film uscì nelle sale cinematografiche USA il 25 dicembre dopo una prima tenuta a New York il 26 novembre 1953. Il film, che in originale ha il titolo di Easy to Love, fu distribuito in tutto il mondo. In Finlandia come Juhla Floridassa, fu fatto uscire nelle sale il 20 agosto 1954; in Germania Ovest, il 10 settembre 1954 col titolo Du bist so leicht zu lieben!.
Il film viene citato e ne viene mostrato un lungo brano in Hollywood... Hollywood, antologia dei musical MGM, film diretto da Gene Kelly e uscito nel 1976.